# Robin Book
Robin Book (Helsingborg, 5 aprile 1992) è un calciatore svedese, centrocampista dell'Utsiktens BK.

## Carriera
Book è un prodotto del settore giovanile dell'Helsingborg, principale squadra della sua città natale. Con i rossoblu tuttavia non ha mai disputato partite ufficiali, poiché nelle stagioni 2010 e 2011 è stato girato in prestito al Ramlösa Södra FF nella quarta serie nazionale, mentre nel 2012 è approdato definitivamente all'Eskilsminne IF, altro club della zona, anch'essa militante in quarta serie. Nei suoi quattro campionati trascorsi con l'Eskilsminne, la squadra ha conquistato la promozione al termine dell'annata 2014.
Nel novembre del 2015, il Syrianska ha annunciato l'ingaggio di Book con un contratto biennale valido a partire dal successivo gennaio. Con i giallorossi ha disputato le sue prime 14 partite nel campionato di Superettan, ma la permanenza nel club è stata breve poiché all'inizio del girone di ritorno ha rescisso consensualmente ed è passato al GAIS, continuando dunque a giocare in Superettan.
Scaduto il breve contratto con il GAIS, Book è rimasto in città a Göteborg scendendo però di una categoria, con l'ingaggio da parte dell'Utsiktens BK in Division 1. Particolarmente prolifico è stato il suo secondo anno nel club, con 17 reti segnate in 27 partite.
È tornato a calcare i campi della Superettan nel 2019, avendo firmato un accordo annuale con il Varberg. Al termine di quella stagione, i neroverdi hanno ottenuto la prima promozione in Allsvenskan nella storia della società. Egli ha contribuito con 6 reti e 4 assist in 28 presenze.
Nel 2020 Book ha iniziato il suo primo campionato nella massima serie, ma con i colori dell'Örebro (trasferimento che era già stato ratificato nel corso dell'annata precedente). Dopo 16 presenze e 2 gol in bianconero, a stagione in corso è stato girato in prestito fino alla fine dell'anno al suo club precedente, il Varberg. In merito a quest'operazione, l'allenatore dell'Örebro Axel Kjäll ha dichiarato di volere nella propria rosa solo giocatori che vogliono davvero essere lì.
Dopo l'annata trascorsa nel campionato di Allsvenskan, prima dell'inizio del campionato 2021 Book è sceso in Superettan accettando il contratto annuale da parte dello Jönköpings Södra, accordo successivamente rinnovato fino al dicembre 2023.
La sua ultima stagione allo Jönköpings Södra, quella relativa al campionato di Superettan 2023, ha visto però la squadra retrocedere in terza serie. Book, in scadenza di contratto, in vista della stagione 2024 ha firmato un biennale con l'Utsiktens BK, club in cui egli aveva già giocato ma che rispetto alla precedente parentesi militava in Superettan già da qualche anno.